# رود سنگاپور
رود سنگاپور (مالایی: Sungei Singapura, چینی: 新加坡河) یکی از جاذبه‌های شهر زیبای سنگاپور است که در بخش مرکزی این شهر قرار دارد. این رود با طول بیش از ۳ کیلومتر، پس از گذر از کنار مرکز تجاری سنگاپور، به خلیج مارینا ختم می‌شود.